# Song of Songs (2006)
Der Film Song of Songs wurde in Großbritannien gedreht und dauert 81 Minuten. Regisseur ist der Neueinsteiger Josh Appigagnesi, dessen Mutter Schriftstellerin ist.

## Handlung
Ruth verließ ihre Familie, um nach Israel zu gehen, nachdem ihr Vater Selbstmord begangen hat. Als aber die Mutter im Sterben liegt kehrt sie zurück nach England, um ihren Bruder David, der sich von seiner Familie und seiner Religion abgewandt hat, nach Hause zu bringen.
Schließlich gelingt es Ruth David nach Hause zu bringen, aber nur unter der Bedingung, dass ihre Mutter nichts davon erfährt. So beginnt David Ruth „seine“ Bibel zu lehren, vor allem eben das Hohelied. Die Spannung zwischen den Geschwistern steigt immer mehr, bis sie beim Tod der Mutter eskaliert und ein schreckliches Familiengeheimnis enthüllt wird.

## Auszeichnungen
- Nominierung für den British Independent Film Award im Jahr 2005.

## Hintergründe
Der Film wurde auf den Edinburgher Filmfestspielen vorgestellt.
Song of Songs bezieht sich auf das "Hohelied der Liebe", das im Englischen "Song of Songs" heißt. Immer wieder werden im Film Bibelzitate eingebaut, um die obsessive Liebe der orthodoxen Jüdin Ruth (Nathalie Press) zu ihrem Bruder (Joel Chalfen) zu demonstrieren.
Vor allem dieses Zitat steht im Mittelpunkt: Oh daß du mein Bruder wärest, der meiner Mutter Brüste gesogen! Fände ich dich draußen, so wollte ich dich küssen, und niemand dürfte mich schelten! Ich wollte dich führen und in meiner Mutter Haus bringen und unterweisen.